# Назустріч шторму
«Назустріч шторму» (англ. Into the Storm) — американський фільм-катастрофа режисера Стівена Куейла. У ролях Річард Армітедж, Джеремі Самптер, Сара Вейн Келліс і Нейтан Кресс. Реліз фільму в Україні відбувся 7 серпня 2014 року.

## Сюжет
Всього лише за один день неймовірне «навала» смерчів практично знищило містечко Сільверстон. Всі його мешканці були віддані на роздертя непередбачуваним і смертельно небезпечним торнадо, і при цьому метеорологи кажуть, що найгірше ще попереду. Більшість шукають порятунку, в той час як деякі сміливці йдуть назустріч стихії, випробовуючи себе: наскільки далеко зможе зайти мисливець за торнадо заради одного сенсаційного фотознімка.

## В ролях
- Річард Армітедж — Гері Морріс
- Сара Вейн Келліс — Еліссон
- Метт Волш — Піт
- Алісія Дебнем-Кері — Кейтлін
- Арлен Ескарпета — Деріл
- Джеремі Самптер — Джейкоб
- Нейтан Кресс[en] — Трей
- Шон Кевене — Донні
- Кайл Девіс — Донк
- Скотт Лоренс — Директор
- Джон Ріп — Рівіс

## Виробництво
Основні зйомки почалися в липні 2012 в Детройті. 13 серпня 2012 зйомки переїхали в Рочестер, через два тижні після зйомок в Детройті. Деякі сцени були зняті в Оклендському чартерному містечку, середній школі Оукв'ю та Оклендському університеті .

## Реліз
24 вересня 2013, кінокомпанія Warner Bros. Pictures затвердила дату виходу фільму в США 8 серпня 2014. В Україні фільм вийшов у прокат 7 серпня 2014.